# Condado de Calhoun (Iowa)
O Condado de Calhoun é um dos 99 condados do estado norte-americano do Iowa. A sede do condado é Rockwell City, que é também a sua maior cidade. O condado tem uma área de 1482 km² (dos quais 6 km² estão cobertos por água), uma população de 11 155 habitantes, e uma densidade populacional de 8 hab/km² (segundo o censo nacional de 2000). O condado foi fundado em 1855 e recebeu o seu nome em homenagem a John Caldwell Calhoun (1783-1850), que foi vice-presidente dos Estados Unidos.